# Querefonte
Querefonte (en griego antiguo: Χαιρεφῶν, Chairephōn; c. 470/460 a. C.. – 403/399 a C.), fue un ciudadano ateniense, posiblemente del demo de Esfeto, recordado por haber sido seguidor y amigo de Sócrates. Nos es conocido sólo a través de caracterizaciones breves realizadas por escritores clásicos. Debra Nails lo describe como "un hombre inusual a todas luces", aunque un hombre de valores democráticos leales.

## Vida
Querefonte es mencionado por tres escritores de su tiempo, los cuales probablemente estaban familiarizados con él: Aristófanes, Jenofonte, y Platón. Consideradas en conjunto, estas fuentes sugieren que Querefonte era un hombre muy conocido, despierto, enérgico, posiblemente con un aspecto físico distintivo y probablemente un poco de "carácter", que se movía con facilidad en los círculos sociales e intelectuales de la época.

### En Aristófanes
Querefonte aparece en tres de las comedias de Aristófanes: Las nubes, Las avispas, y Las aves. Las nubes, del año 423 a. C., retrata a Sócrates y a Querefonte como un par de charlatanes que tienen una escuela pseudocientífica (el pensadero) en Atenas. En esa obra, Querefonte es representado como pálido y desnutrido, un "cadáver viviente", por lo que autores infieren que en la vida real debió ser un hombre delgado y de aspecto poco saludable.  En Las avispas, tiene un breve papel sin voz como testigo imparcial. En Las aves, es apodado "el murciélago", posiblemente aludiendo a sus hábitos nocturnos, su apariencia huesuda, y una naturaleza repentina y excitable (como se sugiere en las obras de Platón, más adelante).

### En Jenofonte
En su Memorabilia, Jenofonte incluye a Querefonte en su lista de los "amigos leales" de Sócrates. Según él, también formaban parte del círculo íntimo de los Sócrates Critón, Hermógenes, Simmias de Tebas, Cebes de Tebas, Fedón de Elis, y el hermano menor de Querefonte, llamado Querécrates, aunque reconoce que hubo otros. Más tarde en el Memorabilia, Jenofonte relata un intercambio entre Sócrates y Querécrates con motivo de una pelea entre los hermanos. Sócrates argumenta persuasivamente que Querécrates debería hacer todo lo posible para lograr una pronta reconciliación con su hermano mayor.

### En Platón
En la Apología de Sócrates, un relato de Platón sobre el juicio de su maestro, Sócrates dice que Querefonte fue amigo suyo desde la juventud, al tiempo que dice que ya ha muerto, pero señala que su hermano está presente en el juicio. Sócrates sugiere que Querefonte tuvo fama de impetuoso y dice que fue él quien viajó a Delfos, para preguntar al oráculo si había alguien más sabio que Sócrates, a lo que respondió que no. Sócrates también alude a un periodo de exilio que sufrieron Querefonte y otras personas presentes en el juicio. Esto a veces es tomado como evidencia de que Querefonte, a diferencia de Sócrates, fue un activo partidario de la democracia ateniense y fue perseguido por este motivo cuando la democracia fue depuesta temporalmente tras la derrota de Atenas ante Esparta.
Querefonte aparece en otros dos diálogos platónicos: el Cármides y el Gorgias. En el inicio del Cármides, Sócrates regresa a Atenas de la campaña militar en Potidea y es saludado con gran entusiasmo por Querefonte, quién es descrito, en broma, como un "maniático". Esta campaña concluyó en el año 430 a. C. (3 años antes del nacimiento de Platón y 31 años antes de la muerte de Sócrates), no obstante, es probable que Platón sea preciso al describir la relación entre Querefonte y Sócrates como una amistad bien establecida para esa fecha. En el inicio del Gorgias,  Querefonte y Sócrates llegan tarde a una velada en la que está Gorgias, un afamado sofista. Sócrates, desenfadado, achaca su tardanza a Querofonte, quien ha charlado demasiado tiempo en el Ágora. Entonces Querefonte dice que Gorgias es un amigo suyo, y con algo de entrenamiento por parte de Sócrates, sirve satisfactoriamente como interlocutor inicial de Gorgias en la primera parte del diálogo.